# La Schtroumpfette
 (mars 2024).
Si vous disposez d'ouvrages ou d'articles de référence ou si vous connaissez des sites web de qualité traitant du thème abordé ici, merci de compléter l'article en donnant les références utiles à sa vérifiabilité et en les liant à la section « Notes et références ».
Pour le personnage, voir Schtroumpfette.
La Schtroumpfette est le troisième album de la série de bande dessinée Les Schtroumpfs de Peyo publié en 1967 aux éditions Dupuis.
L'album contient deux histoires : La Schtroumpfette  et La Faim des Schtroumpfs.

## La Schtroumpfette

### Histoire éditoriale
La Schtroumpfette est la dixième histoire de la série Les Schtroumpfs. Elle est publiée pour la première fois en 1966, du no 1459 au no 1484 du journal Spirou.

### Résumé
Alors que le printemps revient dans le village des Schtroumpfs, le sorcier Gargamel rumine sa vengeance. Il décide de créer une Schtroumpfette, capable de séduire les Schtroumpfs et de semer la zizanie parmi eux. Il la fabrique en argile puis la plonge dans une préparation qui lui donne vie.
Le lendemain, un Schtroumpf découvre la Schtroumpfette dans la forêt, la prenant pour « un Schtroumpf avec une robe et des cheveux longs », et l'emmène au village. Là, le Grand Schtroumpf demande qu'un Schtroumpf cède sa maison à la Schtroumpfette, et comme aucun ne le fait, il décide au hasard qu'elle demeurera chez le Schtroumpf à lunettes et celui-ci dans la maison du Schtroumpf coquet, et ainsi de suite, jusqu'à ce qu'il reste inévitablement un Schtroumpf qui se retrouve sans logis.
Le jour suivant, les Schtroumpfs vont travailler au barrage et la Schtroumpfette les accompagne. Mais elle se mêle de tout, ce qui dérange les Schtroumpfs. Après le retour au village, la Schtroumpfette prépare un bon dîner, mais elle le brûle parce qu'elle se distrait en conversant avec le Schtroumpf coquet. Puis alors que tous sont déjà fatigués, elle décide qu'il y aura une fête, et elle impose son style de danse et de chant qui ne plaît absolument pas aux Schtroumpfs.
Les jours suivants, la Schtroumpfette continue à s'immiscer dans la vie des Schtroumpfs, jusqu'à ce qu'ils en aient assez et qu'ils demandent conseil au Schtroumpf farceur ; celui-ci imagine une blague : ils lui font croire qu'elle a grossi (ils cousent ses vêtements, truquent une balance, placent un miroir qui la fait paraître plus grosse, etc.). Déprimée, la Schtroumpfette se rend compte qu'elle n'est pas jolie et le Grand Schtroumpf, après avoir appris ce que lui ont fait les Schtroumpfs, décide de l'aider : il passe plusieurs jours à lui faire subir de la chirurgie esthétique et le résultat est qu’elle se retrouve avec des cheveux blonds et des traits bien plus fins, au point que tous les Schtroumpfs tombent éperdument amoureux d'elle.
Les Schtroumpfs organisent pour elle des fêtes, repeignent le barrage en rose selon son souhait et chacun essaie de gagner son amour de toutes les façons, au point de provoquer des bagarres entre eux. Le Grand Schtroumpf reste dans cette affaire la voix de la raison, bien qu'il soit lui aussi sous le charme de la Schtroumpfette.
Un matin, le Schtroumpf poète rencontre la Schtroumpfette au barrage. Elle lui demande d'ouvrir la vanne pour voir l'eau jaillir ; il compte le faire pour un bref moment mais ensuite il ne réussit pas à la refermer et le village schtroumpf se retrouve inondé. Après que tous se soient mis à l'abri, le Grand Schtroumpf, qui a réussi à fermer le barrage, apprend que c’est la Schtroumpfette qui est indirectement la responsable et il la gronde. Offensée, la Schtroumpfette dit qu'elle va retourner chez le sorcier Gargamel. Après avoir entendu cela, le Grand Schtroumpf ordonne de l'arrêter et la fait juger.
Lors du procès, tous les Schtroumpfs parlent en faveur de la Schtroumpfette, excepté le Grand Schtroumpf, qui comme juge doit rester neutre, et le Schtroumpf à lunettes qui, comme avocat général, doit parler contre la Schtroumpfette. Le Schtroumpf farceur, avocat de la Schtroumpfette, rappelle à tout le monde qu’elle n'avait pas pu séduire les Schtroumpfs avant que le Grand Schtroumpf l’ait rendue jolie. En fin de compte, la Schtroumpfette est déclarée non coupable.
La Schtroumpfette ne supporte pas que les Schtroumpfs continuent à se battre à cause d'elle, si bien qu’elle préfère abandonner le village en laissant une note où elle explique ses raisons et laisse entendre qu'elle reviendra peut-être.
Bien que les Schtroumpfs soient tristes, le Grand Schtroumpf leur rappelle qu'ils doivent régler leurs comptes avec Gargamel, et ils réunissent une grande quantité d'argile. À la fin de l'histoire, une femme particulièrement laide frappe à la porte de Gargamel et le poursuit, tandis que le sorcier promet encore une fois de se venger.

## La Faim des Schtroumpfs

### Histoire éditoriale
La Faim des Schtroumpfs est publiée pour la première fois dans le no 1235 du journal Spirou sous forme de mini-récit. Ce qui en fait la cinquième histoire de la série Les Schtroumpfs. Elle est ensuite redessinée et publiée du no 1496 au no 1500 de Spirou. L'histoire se déroule dans le village des Schtroumpfs et la forêt voisine, ainsi que dans un château lointain.

### Résumé
À l'approche de l'hiver, les Schtroumpfs terminent leurs provisions. Quelque temps plus tard, la neige a recouvert le village, ce qui réjouit les Schtroumpfs. Mais la réserve prend feu et le gel empêche d'éteindre l'incendie : toutes les provisions sont brûlées. La faim pousse alors les Schtroumpfs à se résoudre à abandonner le village. Ils entament une longue marche à travers les montagnes et arrivent à un château. Celui-ci est à l'abandon, seul un seigneur ruiné y réside. Alors qu'ils poursuivent une souris qui a attrapé un quignon de pain, les Schtroumpfs découvrent un trésor. En remerciement, le châtelain leur achète de la nourriture pour tout l'hiver et les Schtroumpfs peuvent retourner dans leur village.

## Dans la culture

### Série animée
- Dans la série télévisée, La Schtroumpfette est le trente-et-unième épisode. La Faim des Schtroumpfs est l'épisode Le Schtroumpf hanté.

### Au cinéma
- Dans le long métrage Amitiés sincères, Wladimir Yordanoff tient dans ses mains un exemplaire de la bande dessinée La Schtroumpfette (scène visible à la 19e minute du film).